# Haplophthalmus movilae
Haplophthalmus movilae är en kräftdjursart som beskrevs av Lucian Gruia och Giurginca 1998. Haplophthalmus movilae ingår i släktet Haplophthalmus och familjen Trichoniscidae. Inga underarter finns listade i Catalogue of Life.